# ادیسه روشی
ادیسه روشی (انگلیسی: Odise Roshi؛ زادهٔ ۲۲ مهٔ ۱۹۹۱) بازیکن فوتبال اهل آلبانی است.
از باشگاه‌هایی که در آن بازی کرده‌است می‌توان به باشگاه فوتبال رییکا، باشگاه فوتبال کلن، باشگاه فوتبال احمد گروزنی، و باشگاه فوتبال اف‌اس‌وی فرانکفورت اشاره کرد.
وی همچنین در تیم‌های ملی فوتبال تیم ملی فوتبال زیر ۱۹ سال آلبانی، زیر ۲۱ سال آلبانی، و آلبانی بازی کرده‌است.